# Kristián Koštrna
Kristián Koštrna (Hlohovec, 15 dicembre 1993) è un calciatore slovacco, difensore del Podbrezová.

## Palmarès

### Club

#### Competizioni nazionali
- Coppa di Slovacchia: 2

Spartak Trnava: 2021-2022, 2022-2023